# Multimedia Centre Rotherbaum

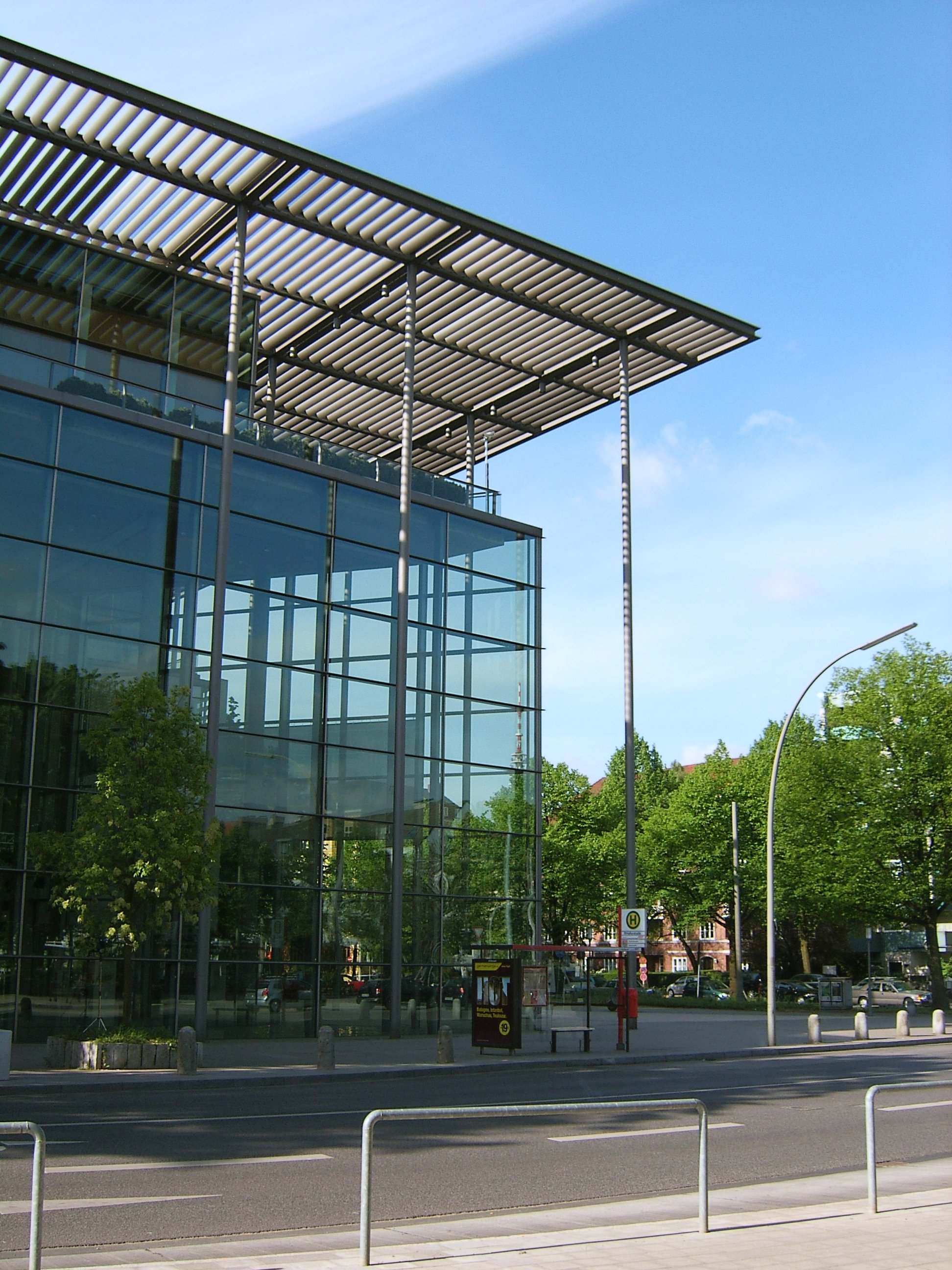
Medienzentrum,
Architekt: Norman Foster

Das Multimedia Centre Rotherbaum ist ein Bürokomplex in Hamburg-Rotherbaum mit Zugang von der Rothenbaumchaussee. Der markanter Eingang mit anschließendem Bürogebäude wurde vom britischen Architekten Sir Norman Foster gestaltet und 1998 eröffnet. Ein Teil des Komplexes, der südlich der Hallerstraße und gegenüber dem Tennisstadion am Rothenbaum liegt, ist überwiegend an Multimedianbieter vermietet.

## Geschichte
Das Foster-Gebäude wurde auf dem westlichen Teil des ehemaligen Sportplatzes am Rothenbaum errichtet, nachdem dieser trotz zahlreicher Bemühungen um die Erhaltung aufgegeben worden war. 1996 fand das letzte Fußballspiel statt.
Parallel zu Hallerstraße zwischen den Straßen Mittelweg und Rothenbaumchaussee war auf einer ehemaligen Reitanlage in den 1940er Jahren ein Flakleitbunker erbaut worden. Er wurde in den 1990er Jahren teilweise rück- und überbaut und beherbergt heute u. a. TV-Studios. Dieser Teil des Gebäudekomplexes ist ursächlich für den Namen „Multimedia Centre“. Der Eingang erfolgt über das Foster-Gebäude.
Der U-Bahnhof Hallerstraße, an dem das Gebäude direkt gelegen ist, und dessen Ausgänge während der Bauphase umgestaltet wurden, trägt auch den Namenszusatz „Multimedia Centre Rotherbaum“.

## Gestaltung und Bau
Das Foster-Gebäude zeichnet sich durch seine hohen Glasfassaden und Glasvordächer aus. Über den an der Straßenfront gelegenen Geschäften sind fünf Büroetagen angeordnet. Über die gesamte Länge des Gebäudes erstreckt sich ein acht Meter breites Atrium. Während der Planung wurde die Höhe des oberen Stockwerks verdoppelt, um Wohnapartments im Gebäude zu ermöglichen. Die Gestaltung des Gebäudes gilt als „wichtiger Punkt in Fosters Karriere“. Das Gebäude beherbergt seit 2005 die Wirtschaftsprüfungsgesellschaft Ernst & Young. Es ist mit dem Multimedia Centre mit einem Übergang im vierten Stock verbunden.